# رتامال د یرنا
رتامال د یرنا (به اسپانیایی: Retamal de Llerena) یک شهرستان در اسپانیا است که در استان باداخس واقع شده‌است.